# Golfnäckros
Golfnäckros (Nymphaea elegans) är en art i familjen näckrosväxter som förekommer runt Mexikanska golfen, i södra USA östra Mexiko, samt i Västindien. 

## Synonymer
- Castalia elegans (Hooker) Greene
- Leuconymphaea elegans (Hook.) Kuntze
- Nymphaea mexicana A.Gray nom. illeg.